# 丘米卡爾
丘米卡爾（西班牙語：Chumical），是巴拿馬的城鎮，位於該國中南部，由埃雷拉省的拉斯米納斯區負責管轄，面積25平方公里，海拔高度252米，2010年人口665，人口密度每平方公里26.6人。